# Achhut Kanya
Pour plus de détails, voir Fiche technique et Distribution.
Achhut Kanya (Hindi : अछूत कन्या, ourdou : اچھوت کنیا, trad. litt. : La jeune fille intouchable) est un film hindi réalisé par Franz Osten, sorti en 1936,. Après deux films de divertissement, ce troisième long métrage du studio Bombay Talkies est une tragédie qui s'attaque à des sujets graves qui mettaient à l'époque l'Inde en ébullition. L'histoire, basée sur The Level Crossing, une courte nouvelle de Niranjan Pal, évoque des thèmes tels que l'intouchabilité, la dot, ou les professions héréditaires liées aux castes. Comme Chandidas (1934) avant lui, Achhut Kanya est un film qui s'inscrit dans la doctrine réformiste du Parti du Congrès de l'époque.
Le public accueille le film très favorablement. La musique composée par Saraswati Devi n'est pas en reste, et le duo interprété par Devika Rani et Ashok Kumar, Mai Ban Ke Chidiya Ban Ke Ban Ban Bolu Re, devient un grand succès populaire.

## Synopsis
Premchand et Ramala arrivent en voiture à un passage à niveau que le garde-barrière ferme juste devant eux. Il est presque minuit et il leur faudra attendre encore une heure avant de pouvoir continuer leur route. Ils se pensent seuls dans la nuit quand un chant mélancolique semblant venir de la forêt se fait entendre. Un homme mystérieux vêtu de blanc apparaît et leur raconte l'origine de l'inscription énigmatique qui orne un petit autel tout près des voies : « Elle a sacrifié sa vie pour sauver d'autres vies ».
Il y a longtemps de cela, Kasturi (Devika Rani) et Pratap (Ashok Kumar) étaient les meilleurs amis du monde. Elle devait avoir cinq ans et était intouchable. Il en avait à peine plus et était brahmane. Elle était la fille de Dukhia (Kamta Prasad) le garde-barrière. Il était le fils de Mohan (P.F. Pithawala), l'épicier du village. Un jour, Mohan a été mordu par un cobra. Contre tous les usages et au mépris du danger, Dukhia lui a sauvé la vie en suçant la plaie. Mohan lui en a été infiniment reconnaissant et les pères sont devenus amis. Le village a froncé les sourcils. S'il pouvait supporter que de jeunes enfants de castes si éloignées jouent ensemble, il avait du mal à tolérer que des adultes brahmanes et intouchables s'appellent « frère ».
Le temps a passé. Kasturi est devenue une charmante jeune femme, Pratap un beau jeune homme. Leur amitié enfantine s'est transformée peu à peu en un amour naissant. S'ils ignorent le qu'en-dira-t-on, Mohan et Dukhia comprennent cependant bien qu'il leur faut marier Kasturi et Pratap dans leurs castes respectives. Les deux jeunes sont désespérés mais se plient au choix de leurs parents. Pendant ce temps, l'hostilité du village envers Mohan croît à mesure que le Babulal (Kishori Lal), médecin lui-même brahmane, reproche à Mohan de lui prendre sa clientèle en vendant de la quinine. Tout est bon pour faire enfler la rumeur. Le moindre détail est monté en épingle.
Un jour c'est l'explosion. Babulal en tête d'une populace en colère déclenche une émeute. La maison de Mohan est incendiée. Il est lui-même gravement blessé à la tête...

## Fiche technique
- Titre : Achhut Kanya (hindi : अछूत कन्या)
- Réalisation : Franz Osten
- Scénario : Niranjan Pal
- Dialogues : J.S. Casshyap assisté de S.I. Hassan
- Photographie : Josef Wirsching assisté de R.D. Pareenja
- Direction musicale : Saraswati Devi
- Lyrics : J.S. Casshyap
- Chorégraphie : Mumtaz Ali
- Décors : Karl von Spreti
- Costumes : H.K. Khosla
- Son : S. B. Dacha
- Montage : Dattaram N. Pai
- Production : Himanshu Rai
- Chargé de production : N.R. Acharya
- Société de production : Bombay Talkies
- Pays d’origine :  Raj britannique
- Langue originale : hindi
- Format : Noir et blanc - 35 mm
- Genre : Drame et romance
- Durée : 142 minutes[1]
- Date de sortie : 7 juillet 1936 (Première au Roxy de Bombay)
- License :  domaine public depuis 1996

## Distribution
- Devika Rani : Kasturi
- Ashok Kumar : Pratap
- Monorama : Meera, l'épouse de Pratap

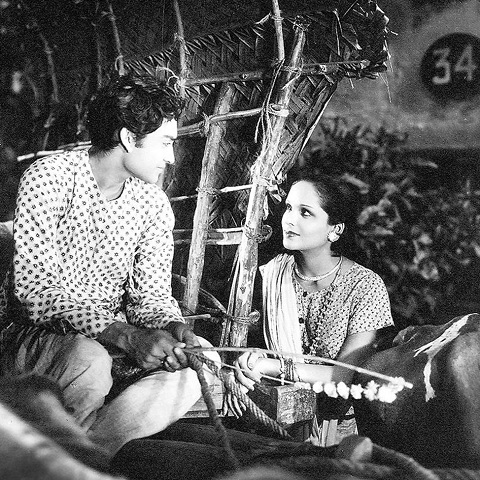
Devika Rani et Ashok Kumar dans Achhut Kanya

- Najam Naqvi (sous le nom d'Anwar) : Mannu, le mari de Kasturi
- Pramila : Kajri, la fiancée de Mannu
- Kamta Prasad : Dukhia, le père de Kasturi
- Kusum Kumari : Kalyani, la mère de Pratap
- P.F. Pithawala : Mohan, le père de Pratap
- Kishori Lal : Babulal, le médecin
- N.M. Joshi : inspecteur de police
- Ishrat : Sukhlal
- Khosla : patient
- Mumtaz Ali : danseur
- Sunita Devi : danseuse
- Shashdhar Mukherjee : officier de la compagnie des chemins de fer
- Chandraprabha	: vieille femme

## Accueil
Comme pour ses films précédents, Himanshu Rai organise une première à la hauteur de ses ambitions. Elle a lieu en juillet 1936 au Roxy de Bombay, un cinéma détenu par le studio Bombay Talkies, en présence de membres importants du Parti du Congrès comme la poétesse Sarojini Naidu, Sardar Vallabhbhai Patel et Jamnalal Bajaj. Jawaharlal Nehru assiste également à la séance et dira même quelques mots gentils sur le film. Le succès public est important, propulsant le couple Devika Rani-Ashok Kumar au firmament. Lors de sa première sortie en salles, le film, dont il a été tiré 26 copies, a été joué 19 semaines consécutives au Roxy de Bombay, et 37 semaines au Paradise Talkies de Calcutta. En décembre 1937, Filmindia se souvient encore d'Achhut Kanya comme d'une réussite commerciale significative.

## Musique
Achhut Kanya comporte neuf chansons composées par Saraswati Devi sur des paroles de J.S. Casshyap.
- Mai Ban Ke Chidiya Ban Ke Ban Ban Bolu Re - Devika Rani, Ashok Kumar (1:53)
- Dhire Baho Nadiya - Kusum Kumari et chorus (2:02)
- Khet Ki Muli Baag Ko Aam - Devika Rani, Ashok Kumar (1:12)
- Kit Gaye Ho Khewanahaar Naiyaa Dubati - Chandraprabha (3:33)
- Chudi Mai Laya Anmol Re - Mumtaz Ali, Sunita Devi (3:01)
- Udi Hawaa Men Gaati Hai Jaati Chidiyaa Ye Raag - Devika Rani (2:52)
- Hari Base Sakal Sanasaaraa - M.G. Basarkar (1:44)
- Kise Karataa Murakh Pyaar Pyaar Pyaar Teraa Kaun Hai - Ashok Kumar (2:52)
- Pir Pir Kyaa Karataa Re Teri Pir Na Jaane Koy - Ashok Kumar (1:42)